# Lago Tshangalele
El lago Tshangalele (en francés: Lac Tshangalele) también conocido como lago Lufira o embalse de Mwadingusha, es un lago artificial en el sureste de la República Democrática del Congo. Se encuentra a unos 20 km al este de la ciudad de Likasi en la antigua provincia de Katanga. Se ubica a unos 1100 metros sobre el nivel del mar en una gran depresión rodeada de montañas bajas. Fue creado por una presa construida en el río Lufira cerca Mwadingusha en 1926 para proporcionar energía hidroeléctrica. La zona de aguas abiertas es de unos 362,5 kilómetros cuadrados. Durante los meses más lluviosos de febrero y marzo, la zona inundada alcanza un máximo de 440 kilómetros cuadrados. El lago es poco profundo con promedio de sólo 2,6 m.
El lago tiene una gran variedad de peces incluyendo la tilapia de aleta larga (Oreochromis macrochir), Tilapia zillii, angusticeps Serranochromis y bagre (Clarias gariepinus). Sirve como una pesquería comercial importante con las tilapias como las principales especies capturadas. En los alrededores del lago, hay extensos pantanos donde crecen Typha y Cyperus. La región es rica en aves, como la Ploceus ruweti que es endémica de la zona. El lago fue declarado Reserva de la Biosfera en 1982 y está clasificada como Área de Importancia para las Aves por la BirdLife International.